# La Casa Nova de la Vileta
La Casa Nova de la Vileta és una masia del terme municipal de Castellcir, al Moianès.
Està situada en el sector central-meridional del terme, a prop i al sud-est del Carrer de l'Amargura. És també molt a prop i al sud de la Vileta, al nord de Can Sants i a la dreta de la riera de Castellcir, just a ponent del Molí del Bosc.
Passa pel costat nord de la Casa Nova de la Vileta el Camí del Molí del Mig del Bosc.
Es tracta d'una de les masies més noves del terme, ja que va ser construïda al segle xix.